# Menelaos

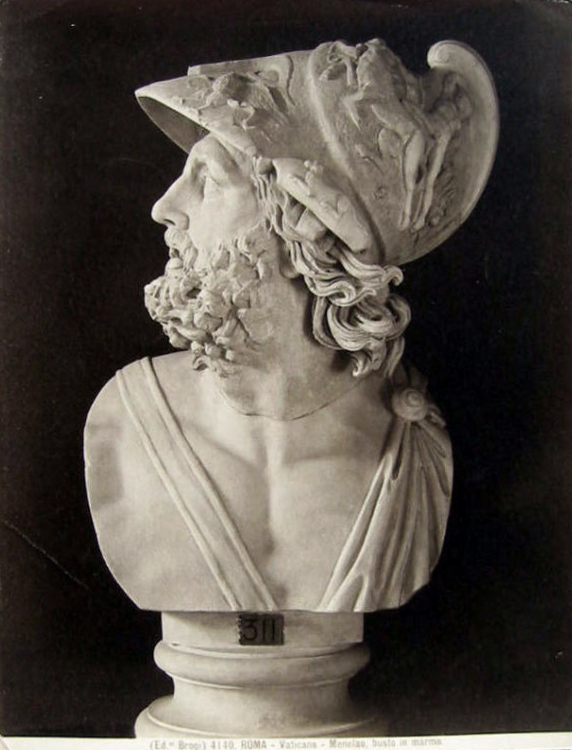
Büste des Menelaos, Vatikanische Museen

Menelaos (altgriechisch Μενέλαος Menélaos und Μενέλεως Menéleōs, deutsch ‚Volksführer‘, lateinisch Menelaus; mitunter Beiname ξανθός xanthós, deutsch ‚der Blonde‘) ist im griechischen Mythos König von Sparta, Sohn der Aërope und des Atreus aus Mykene (daher Atride genannt). Nach der Ermordung seines Vaters durch Aigisthos floh er mit seinem älteren Bruder Agamemnon aus Mykene nach Sparta, wo er sich mit Tyndareos’ Tochter Helena vermählte und durch sie Erbe dieses Staates wurde.

## Flucht aus Mykene
Menelaos war der Sohn des Atreus und der Aërope. Nach anderen Quellen war sein Vater Pleisthenes, der entweder der Bruder oder der Sohn des Atreus war. Nach Pleisthenes’ frühem Tod soll sich Atreus um Menelaos und Agamemnon gekümmert haben. Thyestes und sein Sohn Aigisthos töteten Atreus und übernahmen die Herrschaft über Mykene. Die Amme brachte Menelaos und Agamemnon zu Polypheides, dem König von Sikyon, und rettete sie so. Dieser sandte sie zu Oineus in Ätolien. Zuletzt fanden sie Zuflucht bei Tyndareos in Sparta. Tyndareos zog gegen Mykene zu Felde, eroberte es und verbannte Thyestes. Agamemnon und Menelaos konnten in ihre Heimat zurückkehren.

## Hochzeit mit Helena

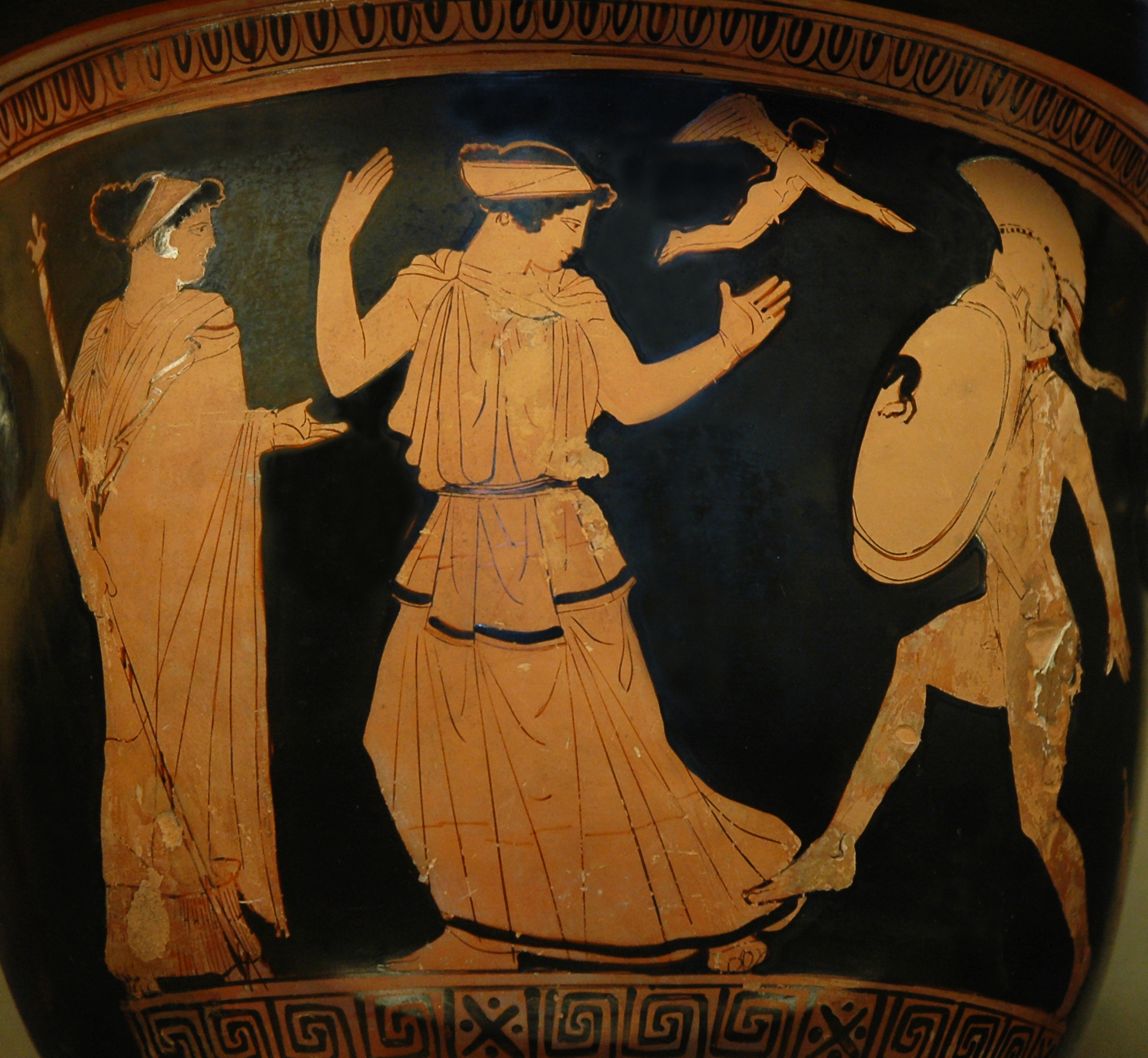
Helena zwischen Menelaos und Aphrodite. Detail einer attischen rotfigurigen Vase des Menelaos-Malers, ca. 450–440 v. Chr.

Tyndareos’ Tochter Helena war sehr schön und wurde deshalb von vielen Freiern umworben. Theseus hatte sie einst entführt. Deshalb sorgte sich Tyndareos sehr. Odysseus riet ihm, alle Freier einzuladen und ihnen vor der Wahl des Bräutigams einen Eid abzunehmen. Die Freier schworen, das Paar zu akzeptieren und vor Nebenbuhlern zu schützen. Nun konnte Helena ihren zukünftigen Gatten wählen und entschied sich für Menelaos. Sie hatten eine Tochter Hermione. Manche Quellen nennen noch einen Sohn Nikostratos. Andere bezeichnen Nikostratos und Megapenthes als Söhne des Menelaos mit Pieris oder Tereis. Als weiterer Sohn mit der Nymphe Knossia wird noch Xenodamos genannt. Nachdem Tyndareos’ Söhne, die Dioskuren, gestorben waren, wurde Menelaos König von Sparta.

## Entführung der Helena
Es gibt zwei verschiedene Versionen, wie es zur Entführung der Helena kam. Die erste besagt, dass Paris aus Troja bei Menelaos neun Tage zu Gast war. Als die Nachricht vom Tode seines Großvaters Katreus eintraf, begab sich Menelaos sofort nach Kreta zu dessen Begräbnis. Paris überredete Helena, mit ihm zu kommen, und so verließen sie Sparta. Ihre neunjährige Tochter Hermione ließ Helena zurück.
Die zweite Variante erzählt, dass Paris im Auftrag seines Vaters unterwegs zu den Dioskuren war, um Priamos’ Schwester Hesione zurückzubringen. Zur gleichen Zeit begab sich Menelaos zu Nestor in Pylos. Bei Kythera begegneten sich die beiden Flotten und fuhren aneinander vorbei. Paris landete auf Kythera. Als Helena hörte, dass sich der gutaussehende Paris dort aufhielt, begab sie sich nach Helaia (evtl. identisch mit Halieis). Auch Paris begehrte sie zu sehen und kam dorthin. Nun beschloss er, sie zu entführen, und ließ das Schiff fertig machen. In der Nacht entführte er Helena nach Troja.

## Der Trojanische Krieg
Als Menelaos von der Entführung erfuhr, begab er sich sofort nach Hause. Zusammen mit Palamedes und Odysseus fuhr er nach Troja und forderte seine Frau zurück. Paris, der in ein Unwetter geraten war, war noch nicht zurückgekehrt und gelangte zunächst nach Zypern und dann nach Phönizien. Menelaos kehrte unverrichteter Dinge zurück. Nun erinnerte er alle Griechen an ihren Eid, sammelte ein großes Heer und begab sich nach Troja. Menelaos führte insgesamt 60 Schiffe aus Lakonien an.
Menelaos erwies sich als tapferer Kämpfer. Während des Zweikampfs mit Paris gewann er die Oberhand. Als er ihn verfolgte, versuchte Pandaros, von Athene auf Befehl von Zeus angestiftet, Menelaos zu erschießen, doch dessen Rüstung hielt den Pfeil ab. An dieser Stelle wird Menelaos von Homer direkt angesprochen, was seine hervorgehobene Stellung anzeigt. Trotz einer leichten Wunde verfolgte Menelaos Paris, nachdem er ärztlich versorgt worden war. Der Kampf endete für Paris nicht tödlich, weil ihn Aphrodite in eine Wolke gehüllt in das Gemach Helenas entrückte. Im weiteren Kampf tötete Menelaos Skamandrios, den Sohn des Strophios, und Pylaimenes mit dem Speer. Als Adrastos, der Sohn des Merops Perkosios, vom Wagen fiel und um Gnade flehte, wollte er ihn verschonen, doch Agamemnon kam hinzu und tötete ihn.
Nachdem Helenos Deipyros getötet hatte, trat ihm Menelaos entgegen. Helenos schoss mit dem Bogen nach ihm, doch verfehlte ihn. Menelaos traf ihn mit dem Speer an der Hand, woraufhin er floh. Im Zweikampf mit Peisandros, dem Sohn des Antimachos, verfehlte Menelaos’ Speer sein Ziel und Peisandros traf den Schild. Nun kam es zum Nahkampf. Peisandros’ Axt traf nur den Helmbusch, während Menelaos seinen Gegner am Kopf mit dem Schwert tödlich verletzte. Während er dessen Rüstung raubte, stürmte Harpalion, der Sohn des Pylaimenes, heran, traf den Schild des Menelaos und wich zurück. Doch Meriones konnte den Fliehenden erschießen. Des Weiteren tötete Menelaos Dolops, den Sohn des Lampos, als dieser gegen Meges kämpfte, und den Trojaner Thoas (16,311; nicht den gleichnamigen Aitolierkönig).

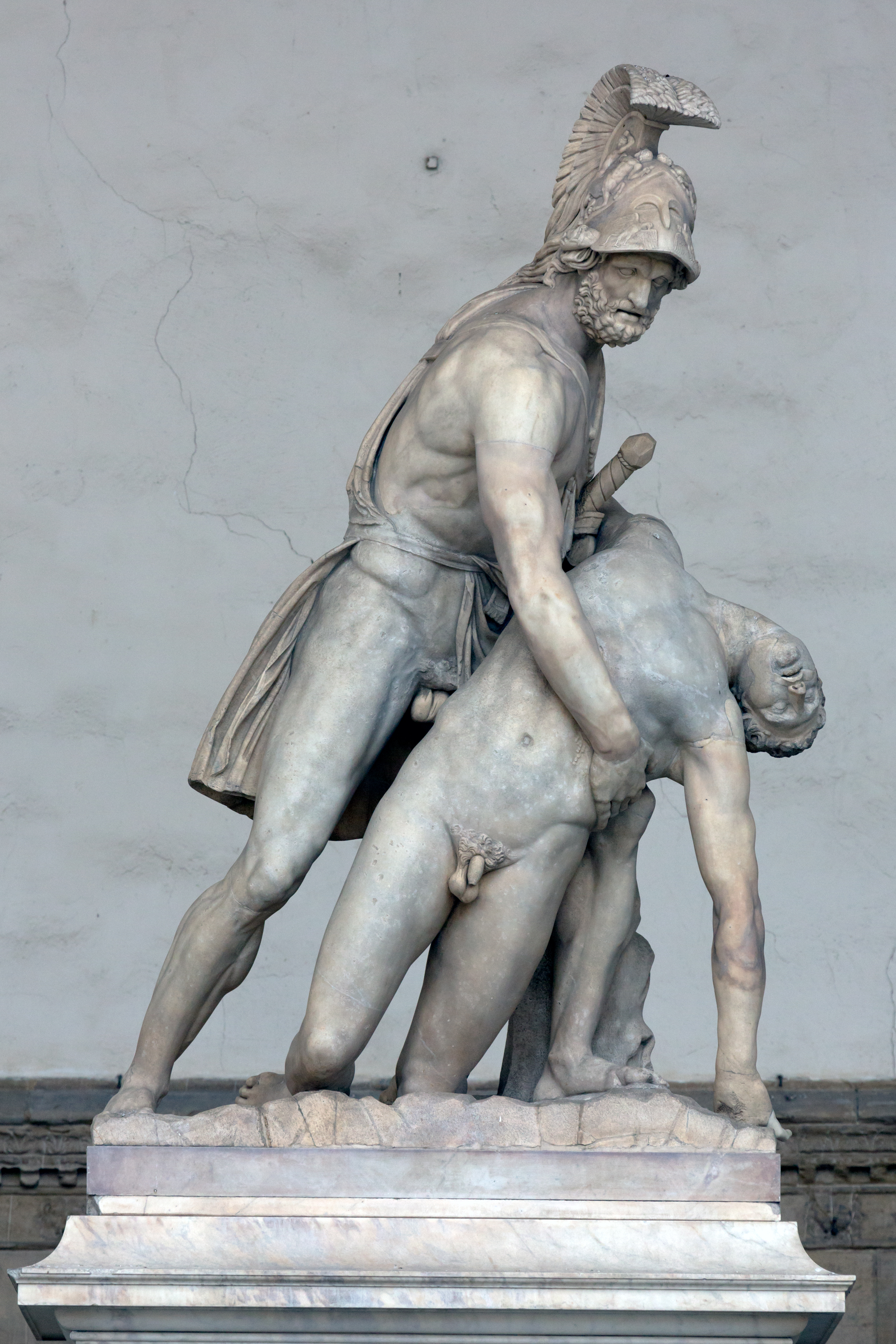
Die Leiche des Patroklos wird von Menelaos geborgen. Römische Skulpturengruppe, Florenz, Loggia dei Lanzi

Nachdem Patroklos gefallen war, bewachte Menelaos den Leichnam, um ihn vor Plünderung zu schützen. So tötete er Euphorbos, den Sohn des Panthoos. Doch dann kam eine große Trojanerschar und er musste zurückweichen. Hektor erbeutete Patroklos’ Waffen, bevor die Griechen die Trojaner wieder zurückdrängten. Menelaos tötete noch Podes, den Sohn des Eetion und Hektors Freund.
Bei den Totenspielen zu Ehren Patroklos’ nahm Menelaos am Wagenrennen, bei dem er den dritten Platz erreichte, und beim Speerwerfen, das er gewann, teil.
Troilos, der jüngste Sohn des Priamos, hatte Menelaos im Kampf verletzt. Da Achilleus gefallen war, brauchte man einen neuen Heerführer für die Myrmidonen. Deshalb wurde Menelaos ausgewählt, sich nach Skyros zu Lykomedes zu begeben. Er gewann Neoptolemos, den Sohn des Achilleus, als neuen Heerführer und stellte ihm eine Heirat mit seiner Tochter in Aussicht. In der finalen Schlacht tötete Menelaos noch Archelochos.

## Die Eroberung Trojas
Er war einer der Griechen, die sich im Trojanischen Pferd versteckten. Während der Plünderung Trojas begab er sich bei der Suche nach Helena mit dem Entschluss, sie zu töten, zum Haus des Deiphobos, der nach dem Tode des Paris Helena für sich beansprucht hatte, und tötete diesen. Laut Euripides ließ Menelaos sein Schwert beim Anblick von Helenas Schönheit jedoch fallen und nahm sie mit nach Sparta.

## Irrfahrt
Auf der Heimfahrt starb bei Kap Sounion Phrontes, Menelaos bester Steuermann, den er dort beerdigte. Bei Kap Malea kamen sie in einen Sturm und wurden nach Libyen verschlagen. Hierbei verloren sie an der Südküste Kretas alle bis auf fünf Schiffe. Danach gelangten sie nach Phönizien, Zypern, Sidon und schließlich nach Ägypten. Bei dem Seher Proteus fand Menelaos Helena. Es stellte sich heraus, dass die Frau, die er bei sich hatte, nur ein Wolkenbild Helenas war.
In Ägypten in Kanopus starb der Steuermann Kanobos und wurde dort begraben. Da Menelaos nicht wusste, wie er heimkehren könne, verriet ihm Idothea, die Tochter des Proteus, dass sie den Seher fesseln müssten, um den Weg zu erfahren. Er offenbarte ihnen, dass die Götter über den Fall Trojas verärgert seien und nur durch eine Hekatombe, ein Opfer von hundert Rindern, zu besänftigen seien. Danach konnten sie ihre Rückfahrt antreten.

## Heimkehr
Acht Jahre nach dem Fall Trojas kehrte Menelaos in die Heimat zurück, wo eben seine von ihrem Sohn Orestes erschlagene Schwägerin Klytämnestra mit ihrem Liebhaber Aigisthos bestattet wurde.
Orestes sollte Hermione heiraten. Als dies Neoptolemos vernahm, forderte er Hermione wie versprochen als Frau. Menelaos hielt sein Wort und gab sie in seine Hände. Als Telemachos ihn besuchte, um nach dem Schicksal des Odysseus zu forschen, vermählte er gerade seine Tochter Hermione mit Neoptolemos und seinen Sohn Megapenthes mit Iphiloche, der Tochter des Alektor. Später tötete Orestes Neoptolemos und heiratete Hermione.
Den Schild des Euphorbos spendete Menelaos ins Heraion von Argos.

## Menelaos’ Tod
Nach Menelaos’ Tod wurde Orestes sein Nachfolger, da man Menelaos’ Söhne von seinen Nebenfrauen nicht als würdig empfand. Menelaos, der von Hera Unsterblichkeit erlangt hatte, stieg in die Elysischen Gefilde auf. Seinen Leichnam bestattete man in Therapne im Menelaion.
Antike Kopien einer Marmorgruppe aus griechischer Zeit, Menelaos und den toten Patroklos darstellend, finden sich in der Loggia dei Lanzi in Florenz und im Vatikan in Rom (vgl. auch Pasquino).